# Air France-vlucht 358
Air France-vlucht 358 was een Air France-vlucht van Parijs naar Toronto, uitgevoerd met een Airbus A340-313. Bij de landing in Toronto schoot het toestel van de baan en vloog in brand. Alle inzittenden overleefden het ongeval.
De vlucht vertrok op 2 augustus 2005 van de luchthaven Charles de Gaulle bij Parijs naar Toronto Pearson International Airport. De Airbus A340-313 met registratie F-GLZQ had 297 passagiers en 12 bemanningsleden aan boord. De landing in Toronto vond plaats om 16:03 lokale tijd (Eastern Standard Time), tijdens hevig noodweer. Het toestel schoot na de landing op landingsbaan 24L-06R te ver door, schoof een helling af, en kwam 200 meter na het einde van de landingsbaan tot stilstand in een lager gelegen terrein, waar het in brand vloog. Volgens een ooggetuige kon iedereen snel worden geëvacueerd voordat de brand groter werd.
Vluchten naar Toronto werden omgeleid naar andere, overwegend Canadese, vliegvelden in Ottawa, London (Ontario), Hamilton (Ontario), Montreal, Winnipeg en Syracuse Hancock International Airport in Syracuse. Vluchten uit Vancouver werden teruggestuurd.

## Omstandigheden tijdens en vlak na het ongeval

### Weer
Het ongeval vond plaats nadat eerder die dag op het vliegveld de hoogste alarmfase was afgekondigd, wegens zwaar onweer in de regio. Het zicht was tijdens het ongeval zeer slecht. Er was bliksem, sterke wind, hagel en het begon net te regenen tijdens de landing. Binnen 2 uur nam de wind toe van 5 km/u naar 30 km/u en zakte de temperatuur van 30 naar 23 graden Celsius. Alle uitgaande vluchten werden stilgelegd, maar inkomende vluchten waren nog wel toegestaan. Eerder die dag was een weerwaarschuwing uitgegeven.
Op televisiebeelden was na de crash een grote vuurbal te zien. Honderden brandweerlieden probeerden het hevige vuur te blussen. Uren later kwamen nog dikke rookpluimen van het toestel af. Het autoverkeer nabij de luchthaven werd ernstig ontregeld door de rookontwikkeling en het vliegverkeer op Toronto Pearson International Airport, de drukste luchthaven van Canada, kwam volledig tot stilstand.
Na het ongeval liepen sommige passagiers naar de snelweg 401, die parallel loopt met de landingsbaan. De lokale politie vond de co-piloot en verscheidene passagiers naast de snelweg, en kreeg hulp van andere weggebruikers. Enkele automobilisten brachten gewonden naar ziekenhuizen, onder wie de piloot.
Van de Airbus 340 bleef niet veel meer over dan een uitgebrand wrak.

### Gewonden
Er vielen 43 licht- en zwaargewonden. 33 gewonden werden naar vervoerd naar ziekenhuizen in de omgeving, waaronder naar Etobicoke General Hospital, Hospital for Sick Children in Toronto, Peel Memorial Emergency Department en Humber River Regionaal Ziekenhuis.

### Hulpdiensten
Op de plek van het ongeval waren verschillende hulpdiensten ter plaatse:
- Greater Toronto Airport Authority Emergencies Services[1]
- Peel Regional Police[3]
- Peel Region EMS[5]
- Mississauga-brandweer en overige hulpdiensten[1]
- Toronto EMS[1]

### Passagiers
Air France maakte op 3 augustus 2005 de herkomst van de passagiers bekend:
| Canada              | 104 |
| Frankrijk           | 101 |
| Italië              | 19  |
| Verenigde Staten    | 14  |
| India               | 8   |
| Verenigd Koninkrijk | 7   |

### Brandstofgebrek KLM-vlucht 691
Vlucht 691 van de KLM was bezig met de nadering van baan 24L op luchthaven Pearson, terwijl Air France 358 landde. Toen de Air France Airbus van het eind van de landingsbaan af schoof, werd door de verkeersleiding de toestemming voor de landing van KLM 691 ingetrokken. De vlucht steeg naar 4000 voet om naar luchthaven Syracuse Hancock International uit te wijken. Ongeveer een minuut later zond de piloot van KLM 691 het urgentie-signaal pan-pan uit met de mededeling dat ze een low fuel emergency (brandstofgebrek) hadden en Syracuse nog net konden bereiken. Daarop gaf de luchtverkeersleiding de vlucht voorrang en een directe route naar Syracuse, waar de KLM 691 veilig landde.

## Oorzaken

### Vliegtuig landde mogelijk te ver op landingsbaan
De Canadese minister van Verkeer, Jean Lapierre, verklaarde op 3 augustus 2005 dat niet blikseminslag de oorzaak was van het ongeval, maar dat de Airbus mogelijk te ver van het begin van de landingsbaan landde. Hierdoor had het toestel onvoldoende baanlengte beschikbaar om tot stilstand te komen.
Deskundigen zeggen dat door inslag van bliksem niet het hele elektronische systeem uitgevallen zou zijn. Ook aquaplaning en slecht zicht worden als mogelijke oorzaken genoemd door het onderzoeksrapport.

### Landen op de kortste landingsbaan
Doordat de andere landingsbanen gesloten waren in verband met onderhoud en de storm, was het vliegtuig genoodzaakt om te landen op de kortste landingsbaan. Deze landingsbaan is bijna 650 meter korter dan de langste, maar nog altijd ruim 2700 meter.

### Straalomkeerders te laat aangezet
Tijdens het onderzoek kwam de Franse krant Le Figaro met het bericht dat de straalomkeerders, die een vliegtuig na de touch-down afremmen, te laat waren aangezet. Volgens het onderzoeksrapport duurde het na contact met de landingsbaan 16,4 seconden de straalomkeerders volledig in werking waren.

### Onderzoek
Verschillende transportgerelateerde instanties onderzochten het onderzoek:
- Het Franse Ministerie van Transport
- Transportation Safety Board - Canada
- Transport Canada
- Airbus Industries
- Air France

## Geschiedenis
Het ging om het vierde incident met een Airbus A340, waarvan er drie plaatsvonden tijdens het landen of opstijgen.
Het toestel werd in 1999 in gebruik genomen en was nog op 5 juli 2005 voor het laatst volledig technisch gecontroleerd. Het maakte in totaal 28.418 vlieguren, in 3.711 vluchten.
CablePulse 24 meldde dat het toestel op dezelfde locatie tot stilstand kwam als bij het ongeluk met een DC-9 van Air Canada. Daarbij vielen twee doden.